# Poa hothamensis
Poa hothamensis är en gräsart som beskrevs av Joyce Winifred Vickery. Poa hothamensis ingår i släktet gröen, och familjen gräs. Inga underarter finns listade i Catalogue of Life.